# Mutsu (stad)
Mutsu (japanska: むつ市?, Mutsu-shi) är en japansk stad i prefekturen Aomori på den norra delen av ön Honshū. Folkmängden uppgår till cirka 60 000 invånare. Staden är belägen på Shimokitahalvön, vid Mutsuviken. Mutsu fick stadsrättigheter 1 september 1959 och hette först Ominato-Tanabu, vilket ändrades till nuvarande namn 1960. 